# Simone Prutsch
Simone Prutsch (* 17. Oktober 1978 in Bad Cannstatt, Stuttgart) ist eine österreichische Badmintonspielerin. 

## Karriere
Simone Prutsch gewann bei den nationalen Juniorenmeisterschaften 1995 ihren ersten Titel. Fünf weitere Juniorentitel folgten 1996 und 1997. 2000 siegte sie erstmals bei den Erwachsenen. Insgesamt gewann sie bis 2007 sieben österreichische Einzel- und fünf Doppeltitel. 2002 gewann sie die Italian International, 2009 die Slovenian International. 2012 nahm sie als Mitglied der österreichischen Delegation an den Olympischen Sommerspielen in London teil. Prutsch war zwischen 2006 und 2012 Heeressportlerin im Heeressportzentrums des Österreichischen Bundesheers.

## Sportliche Erfolge
| Saison | Veranstaltung                                  | Disziplin   | Platz | Name                                |
| ------ | ---------------------------------------------- | ----------- | ----- | ----------------------------------- |
| 1995   | Österreich: Einzelmeisterschaften der Junioren | Damendoppel | 1     | Simone Prutsch / Sabine Franz       |
| 1996   | Österreich: Einzelmeisterschaften der Junioren | Dameneinzel | 1     | Simone Prutsch                      |
| 1996   | Österreich: Einzelmeisterschaften der Junioren | Damendoppel | 1     | Simone Prutsch / Sabine Franz       |
| 1997   | Österreich: Einzelmeisterschaften der Junioren | Mixed       | 1     | Lothar Engstler / Simone Prutsch    |
| 1997   | Österreich: Einzelmeisterschaften der Junioren | Dameneinzel | 1     | Simone Prutsch                      |
| 1997   | Österreich: Einzelmeisterschaften der Junioren | Damendoppel | 1     | Simone Prutsch / Sabine Franz       |
| 2000   | Österreich: Einzelmeisterschaft                | Dameneinzel | 1     | Simone Prutsch                      |
| 2001   | Österreich: Einzelmeisterschaft                | Dameneinzel | 1     | Simone Prutsch                      |
| 2002   | Italian International                          | Damendoppel | 1     | Verena Fastenbauer / Simone Prutsch |
| 2002   | Österreich: Einzelmeisterschaften              | Damendoppel | 1     | Simone Prutsch / Sabine Franz       |
| 2003   | Österreich: Einzelmeisterschaften              | Dameneinzel | 1     | Simone Prutsch                      |
| 2003   | Österreich: Einzelmeisterschaften              | Damendoppel | 1     | Simone Prutsch / Sabine Franz       |
| 2004   | Österreich: Einzelmeisterschaften              | Dameneinzel | 1     | Simone Prutsch                      |
| 2004   | Österreich: Einzelmeisterschaften              | Damendoppel | 1     | Simone Prutsch / Sabine Franz       |
| 2005   | Österreich: Einzelmeisterschaften              | Dameneinzel | 1     | Simone Prutsch                      |
| 2005   | Österreich: Einzelmeisterschaften              | Damendoppel | 1     | Simone Prutsch / Sabine Franz       |
| 2006   | Österreich: Einzelmeisterschaften              | Dameneinzel | 1     | Simone Prutsch                      |
| 2006   | Österreich: Einzelmeisterschaften              | Damendoppel | 1     | Simone Prutsch / Sabine Franz       |
| 2007   | Österreich: Einzelmeisterschaften              | Dameneinzel | 1     | Simone Prutsch                      |
| 2009   | Slovenian International                        | Mixed       | 1     | Peter Zauner / Simone Prutsch       |
| 2011   | Österreich: Einzelmeisterschaften              | Mixed       | 1     | Roman Zirnwald / Simone Prutsch     |